# Teresa Münchmeyer
Ema Teresa Münchmeyer Fick (Santiago de Chile, 14 de noviembre de 1928) es una actriz y paisajista chilena. 

## Biografía
Nació el 14 de noviembre de 1928 en Santiago de Chile. Luego de varios años de ejercer su profesión de paisajista, a la edad de 60 años, decidió estudiar actuación en la Escuela de Teatro de la Pontificia Universidad Católica de Chile (PUC), egresando a comienzos de 1990. Su debut en televisión fue en 1993 con la teleserie Marrón Glacé de Canal 13.
En televisión es una de las actrices estables del director de Herval Abreu, apareciendo en telenovelas como Machos (2003), Tentación (2004), Gatas y tuercas (2005), Corazón rebelde (2009), Primera Dama (2010), Chipe libre (2014) y Preciosas (2016).

## Vida personal
Es madre de Ricardo Muhr Münchmeyer; geólogo y vicepresidente de Recursos Mineros de Antofagasta Minerals entre 1997 y 2015, perteneciente de la Familia Lukšić, Hans Muhr Münchmeyer, María Verónica Muhr Münchmeyer y Pedro Muhr Münchmeyer. Es abuela de la actriz Valentina Muhr (hija de Ricardo), prima de la actriz Gloria Münchmeyer y tía de la también actriz Catalina Guerra Münchmeyer.

## Filmografía

### Cine
- Sexo con amor (2003) como Marta
- Mujeres infieles (2004) como Yolanda
- Padre Nuestro (2005) como Mildred
- Cuando se espera el sueño (2013)
- La madre del cordero (2014)
- Raúl (2014)

### Teleseries
| Año  | Título                     | Papel                 | Cadena           | Director          |
| ---- | -------------------------- | --------------------- | ---------------- | ----------------- |
| 1993 | Marrón glacé               | Auristela             | Canal 13 (Chile) | Óscar Rodríguez   |
| 1994 | Champaña                   | Teresa                | Canal 13 (Chile) | Cristián Mason    |
| 1994 | Top secret                 | Catalina Flores       | Canal 13 (Chile) | Óscar Rodríguez   |
| 1996 | Marrón glacé, el regreso   | Auristela             | Canal 13 (Chile) | Óscar Rodríguez   |
| 1997 | Eclipse de luna            | Ursula                | Canal 13 (Chile) | Cristián Mason    |
| 1997 | Playa salvaje              | Sofía                 | Canal 13 (Chile) | Óscar Rodríguez   |
| 1998 | A todo dar                 | Filomena              | Mega             | Herval Abreu      |
| 2003 | Machos                     | Chita Reyes           | Canal 13 (Chile) | Herval Abreu      |
| 2004 | Tentación                  | Rosario Cabellos      | Canal 13 (Chile) | Herval Abreu      |
| 2005 | Gatas y tuercas            | Elida Carrasco        | Canal 13 (Chile) | Herval Abreu      |
| 2006 | Charly tango               | Corina Santander      | Canal 13 (Chile) | Herval Abreu      |
| 2007 | Lola                       | Clara Vásquez         | Canal 13 (Chile) | Herval Abreu      |
| 2009 | Corazón rebelde            | Hilda Correa          | Canal 13 (Chile) | Herval Abreu      |
| 2010 | Primera dama               | Hortensia Soto        | Canal 13 (Chile) | Herval Abreu      |
| 2011 | Soltera otra vez           | Margarita             | Canal 13 (Chile) | Herval Abreu      |
| 2012 | Las Vega's                 | Ana                   | Canal 13 (Chile) | Herval Abreu      |
| 2013 | Mamá mechona               | Hermana Anita         | Canal 13 (Chile) | Germán Barriga    |
| 2014 | Chipe libre                | Patricia Navarrete    | Canal 13 (Chile) | Herval Abreu      |
| 2015 | Eres mi tesoro             | Gladys Avilés         | Mega             | Nicolás Alemparte |
| 2016 | Preciosas                  | María Elena Hernández | Canal 13 (Chile) | Herval Abreu      |
| 2017 | Soltera otra vez 3         | Lucía                 | Canal 13 (Chile) | Herval Abreu      |
| 2018 | Perdona nuestros pecados 2 | Marianela Jara        | Mega             | Nicolás Alemparte |
| 2018 | Casa de muñecos            | Gracia Galindo        | Mega             | Patricio González |
| 2018 | La reina de Franklin       | Teresa Herrera        | Canal 13 (Chile) | Diego Rougier     |
| 2019 | Isla paraíso               | Luisa                 | Mega             | Matías Stagnaro   |

### Series y unitarios
- La otra cara del espejo (Mega, 2000)
- Los simuladores (Canal 13, 2005)
- Magi-K (Mega, 2005)
- Amango (Canal 13, 2007-2008) como Abuela de Felipe García.
- Decibel 110 (Mega, 2011)
- BKN, el campamento (Mega, 2012)
- Lo que callamos las mujeres (Chilevisión, 2013)
- La canción de tu vida (TVN, 2014)
- Los años dorados (UCV Televisión, 2015) como Irene, madre de Beatriz
- Fabulosas Flores (La Red, 2015) como Vecina de Manuela.
- El Dia Menos Pensado (TVN)